# Dancing with the Moonlit Knight
Dancing with the Moonlit Knight (englisch für „Tanzen mit dem Mondschein-Ritter“) ist ein Lied der britischen Rockband Genesis aus dem Jahr 1973, das auf dem fünften Studioalbum Selling England by the Pound erschien.

## Inhalt
In Dancing with the Moonlit Knight spielten Genesis mit der Amerikanisierung Englands und Symbolen aus der Artussage. Das Lied entstand aus mehreren kurzen, von Peter Gabriel geschriebenen Klavierstücken, die später mit Gitarrenfiguren von Steve Hackett zum Lied kombiniert wurden.
Gabriel verwendete bewusst englische Bezüge in Dancing with the Moonlit Knight, weil die Musikpresse der Meinung war, dass Genesis sich zu sehr um das amerikanische Publikum bemühte. Er verwendete Verweise auf Father Thames und Green Shield Stamps, einem britischen Bonussystem.
Das Liedende sollte ursprünglich in The Cinema Show übergehen und einen Titel von rund 20 Minuten Länge bilden. Die Idee wurde jedoch verworfen, da sie dem 23-minütigen Titel Supper’s Ready vom Vorgängeralbum Foxtrot (September 1972) zu ähnlich war.
In einem Interview äußerte sich Gitarrist Steve Hackett über das Stück:

„Dieses Stück begann mit dem Einfluss eines schottischen Liedes, dann ging es in etwas über, das ich eher als elegisch empfinde - etwas Nostalgisches und Wehmütiges, das vielen Genesis-Stücken gemein ist. Dann bricht es aus, befreit sich von seinen Fesseln, hebt wirklich ab wie eine Rakete, um in einen anderen Abschnitt überzugehen, der in gewisser Weise an etwas angelehnt zu sein scheint, das eher russisch klingt. Es ist europäisch, aber dann geht es manchmal in den Jazz über, den ich ursprünglich mochte - aber als Big Band, mit Akzenten.“

Bassist Mike Rutherford sagte, dass er das Lied für einen guten Opener für Selling England by the Pound hielt, er weniger glücklich über den Titel insgesamt war, da er „ein bisschen hektisch“ sei.

## Liveaufführungen

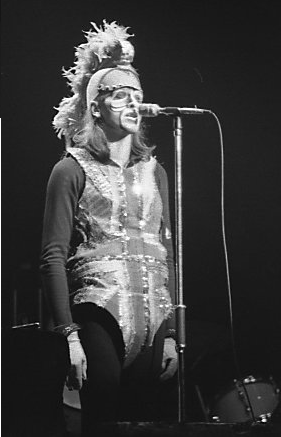
Peter Gabriel im Bühnenkostüm zum Song (1973)

Peter Gabriel sang das Lied Live in einem Britannia-Kostüm mit Union-Jack-Kleid sowie Helm und Lanze.
Das Lied wurde in den Jahren 1973–1974 live gespielt. Eine Liveversion von 1973 findet sich auf Archive I – 1967–1975 (Juni 1998; Katalognummer: Virgin CDBOX6). Nach der Veröffentlichung von The Lamb Lies Down on Broadway (November 1974) wurde es wie viele andere aus dem Programm genommen und fortan nur noch selten aufgeführt. Meist beliefen sich die Aufführungen nach 1974 lediglich auf das Intro, welches dann in The Carpet Crawlers überging, so beispielsweise während der Duke Tour (1980), der The Last Domino? Tour (2021/22) oder dem Genesis-Reunion-Konzert mit Peter Gabriel am 2. Oktober 1982 in Milton Keynes. Während der And Then There Were Three Tour (1978) spielten Genesis das Lied am 13. Oktober 1978 einmalig in Chicago (in einem Medley mit The Musical Box.) 1998 präsentierte die Band auf ihrer Calling All Stations Tour mit ihrem damaligen Frontmann Ray Wilson eine kurze Akustikversion.
Außerhalb von Genesis wurde das Stück 2016 auch auf der gemeinsamen Rock Paper Scissors Tour von Peter Gabriel und Sting gespielt, letzterer sang es dabei als Intro für sein Lied Message in a Bottle. Diese Kombination beider Stücke und deren Textauszüge (…selling England by the pound… und …an island lost at sea…) wurde oft als Anti-Brexit-Statement der beiden Musiker interpretiert.
Der spätere Genesis-Titel Paperlate (Juni 1982) wurde während eines Soundchecks von Dancing with the Moonlit Knight abgeleitet und leitet seinen Titel von der Zeile „Paper late, cried a voice in the crowd“ ab.

## Besetzung
- Tony Banks – Orgel, Mellotron, Synthesizer, Piano
- Phil Collins – Schlagzeug, Perkussion, Gesang
- Peter Gabriel – Gesang, Flöte, Perkussion
- Steve Hackett – E-Gitarre, Nylon-Gitarre
- Mike Rutherford – E-Bass, 12-Saiten-Gitarre

## Rezensionen
Der Rolling Stone schrieb, das Stück sei ein „epischer Kommentar zum zeitgenössischen England.“
Allmusic schrieb von „einen seltsam vagen Text und einen ihrer eindringlichsten Songs aus der Zeit vor 1976“ und weiter „Die Stärke von Dancing with the Moonlit Knight liegt in der Mischung aus Lyrik (die erste Hälfte) und Energie (die zweite Hälfte). … Das Stück, sowohl im Studio als auch live, enthielt einige der einfallsreichsten Schlagzeugspiele von Phil Collins.“
Ultimate Classic Rock schrieb, dass die Band trotz der manchmal etwas übertriebenen Wortspiele in Dancing with the Moonlit Knight ihren musikalischen Höhepunkt erreicht hat.
Dailyvaults Rangliste der Genesis-Songs aus der Peter Gabriel-Ära beschreibt Dancing with the Moonlit Knight als ein „wunderschönes A-cappella-Gesangsintro, dann durchläuft der Song mehrere Wendungen, bevor er langsam und stimmungsvoll ausklingt. Es ist ein solches Wachstum von Nursery Cryme nur zwei Jahre zuvor, und es zementiert den ursprünglichen Sound, den diese Jungs hatten ... weniger protzig als ELP, zugänglicher als Yes, lustiger als King Crimson.“ Chris Jones vom BBC Music Magazine schrieb, dass der Song „den perfekten Schnappschuss von dem gibt, worum es Genesis zu diesem Zeitpunkt ging.“